# Chloramin T
Chloramin T (N-chlor-4-methylbenzen-1-sulfonamid, sodná sůl, též tosylchloramid sodný) je N-chlorovaný a N-deprotonovaný sulfonamid se sumárním vzorcem C7H7SO2NClNa používaný jako biocid a dezinficiens. Je to bílý prášek tvořící s vodou nestabilní roztoky.

## Chemie
Jakožto N-chlorová sloučenina obsahuje elektrofilní chlor a lze ho srovnávat s O-chlorovaným chlornanem sodným. Chloramin T tvoří ve vodě mírně zásadité roztoky (pH obvykle 8,5). Ve vodě se rozpadá na dezinfikující chlornan. Lze ho použít jako zdroj elektrofilního chloru v organické syntéze.
Síra přiléhající k dusíku může stabilizovat dusíkový anion (R2N–), takže N-chlorsulfonamidová část může být deprotonována i pouhým hydroxidem sodným.

## Použití jako biocid
Chloramin T lze používat k dezinfekci a jako algicid nebo baktericid, k hubení parazitů a k dezinfekci pitné vody. Molekulární struktura toluensulfonamidu je podobná jako u kyseliny paraaminobezoové, mezičlánku v metabolismu bakterií, který je tímto sulfonamidem narušen (stejným způsobem jako u léčebných sulfonamidů). Proto je chloramin T schopen inhibovat růst bakterií dvěma mechanismy, benzensulfonamidovou částí molekuly a elektrofilním chlorem.